# Полет 904 на „Кам Еър“
Полет 904 на „Кам Еър“ е редовен вътрешен пътнически полет от летище „Херат“, Херат, до международното летище „Кабул“, Кабул, Афганистан, управляван от „Кам Еър“. На 3 февруари 2005 г. самолетът „Боинг 737-242“, който изпълнява полета, се разбива при подход към Кабул в планински терен в Памир и убива всички 97 пътници и 8 члена на екипажа на борда. По това време в района на катастрофата преобладава силна снежна буря.
Разследването е изправено пред много трудни метеорологични условия, пресечен терен и потенциални опасности от противопехотни мини. Доказателствата, възстановени от мястото, не са достатъчни, за да се определи причината за катастрофата, но местоположението предполага, че екипажът се спуска под минималната височина към фазата на заход. Разследването е прекратено, защото няма записващо устройство в пилотската кабина, липсват свидетели, както и валидни записи за данните на полета.
През 2006 г. Министерството на транспорта на Афганистан публикува окончателния си доклад, в който се заключава, че самолетът лети под минималната траектория за заход, най-вероятно в резултат на пилотска грешка. Катастрофата е най-смъртоносното въздушно бедствие в историята на Афганистан.